# Битва при Харране
Битва при Харране — сражение на реке Билых в Джезире возле Харрана, произошедшее 7 мая 1104 года. Эмир Мардина Сукман бен Артук и эмир Мосула Джекермыш победили соединённое войско крестоносцев из княжества Антиохии (Боэмунд Тарентский и Танкред) и графства Эдесского (Балдуин Иерусалимский и Жослен де Куртене). Это было первое поражение крестоносцев после начала крестовых походов, оно остановило их распространение на восток. Помимо этого результатом поражения стал плен Жослена и Балдуина, а также ослабление Боэмунда и потеря княжеством Антиохии большей части территории.

## Предыстория
Созданные во время Первого крестового похода графство Эдесское и княжество Антиохийское соседствовали с Киликийской Арменией (за которую Боэмунд Антиохийский соперничал с Византией) и с мусульманскими эмиратами. В начале 1104 года Боэмунд захватил Киликию. Воспользовавшись перемирием с византийцами, крестоносцы решили использовать очередной виток расколовшего мусульман Ближнего Востока соперничества сыновей Мелик-шаха I — Баркиярука и Мухаммеда. В рамках кампании против сельджукского правителя Алеппо Рыдвана Балдуин Эдесский решил захватить Харран, чтобы контролировать пути из Сирии в Ирак. Это обеспечило бы графству Эдессы буфер на южной границе, помешало бы набегам Артукидов и затруднило бы сообщение эмиру Алеппо с Месопотамией. Соседям Балдуина, Сукману, эмиру Мардина, и Джекермышу, эмиру Мосула, в это время воевавших друг с другом за Рас аль-Айн, несмотря на вражду (Джекермыш был виновен в смерти племянника Сукмана, Якути), пришлось заключить союз против их общего врага, графа Эдессы.

## Ход событий

### Осада

Обстановка перед битвой при Харране

Оставив небольшой гарнизон в Эдессе, Балдуин направился к Харрану с отрядом рыцарей и армянской пехотой. Его сопровождал Эдесский архиепископ Бенедикт. В пути к нему присоединились Жослен из Тель-Башира и антиохийцы под командованием Боэмунда, Танкреда, патриарха Бернара и Даймберта, экс-патриарха Иерусалимского. Всего собралось почти три тысячи рыцарей и примерно в три раза больше пехоты. Подойдя к городу, они могли сразу штурмовать город и захватить его, но решили не разрушать укрепления, которые надеялись использовать позже сами. Город можно было взять и без штурма — гарнизон в городе был слабым и почти сразу вступил в переговоры. Но между Боэмундом и Балдуином возник спор о том, кто будет править Харраном после его захвата. По этой причине осада затянулась, что дало Сукману и Джекермышу время, чтобы объединиться и собрать в Хабуре войско. Христианские источники оценивали силы мусульман в 30 000 человек, в то время как Ибн аль-Асир и Ибн-аль-Каланиси называли 10 000, при этом Ибн аль-Асир уточнял: 7000 всадников привёл Сукман и 3000 — Джекермыш. Кроме этого было неопределенное количество пехотинцев: туркмен, курдов и арабов. Из Хабура объединённое мусульманское войско двинулась на запад в Харран через Рас-эль-Айн.

### Место битвы
Историки пишут, что место битвы почти совпадало с местом битвы при Каррах, в которой парфяне разгромили римскую армию во главе с Крассом и сравнивают и применённую тюрками тактику боя с парфянской, и результаты (римляне, как и крестоносцы были остановлены в продвижении на восток). Согласно Альберту Ахенскому и Фульхерию Шартрскому битва произошла возле городка Эр-Ракка, отстоящего от Харрана двухдневным конным переходом. Аналогично Ибн-аль-Каланиси писал, что битва произошла недалеко от Аль-Рухи. Ибн-аль-Асир писал, что битва произошла в 12 км в сторону от Харрана. Матвей Эдесский писал о месте, удалённом на двухдневный переход от Харрана на реке Балих.
Большинство историков полагают, что битва произошла 7 мая 1104 года на берегах реки Балых, недалеко от Ракки.

### Битва 7 мая
У Харрана тюрки имитировали отступление, и крестоносцы последовали за ними. Турки отступали на юг в течение трех дней. Согласно Ибн-аль-Каланиси битва произошла «на 9-й день месяца шабана» (7 мая). Лидеры франков планировали, что армия Эдессы займёт позицию слева и атакует основные силы противника, в то время как армия Антиохии укроется за невысоким холмом справа и сыграет роль резерва, вступив в бой в решающий момент. План Сукмана и Джекермыша был прост: они использовали старый приём — имитацию бегства. Легкая конница Сукмана стремительно форсировала реку и атаковала франков, забросав войска Эдессы стрелами, а затем лучники имитировали бегство, спровоцировав христиан на преследование. Франки подумали, что одержали легкую победу, и бросились в погоню, оторвавшись от правого фланга. Переправившись через реку, они попали в засаду. В погоне рыцари отдалились друг от друга, и мусульмане смогли по отдельности перебить их. Ждавшие в засаде за холмом войска Боэмунда и Танкреда оказались бесполезны. Продвинувшись вперёд и выйдя к берегу, они увидели происходившее на другом берегу. «Кровь лилась потоками, и трупы усыпали землю». Мудро решив сохранить войско, Боэмунд решил отступить, предав союзников и сбежать в Антиохию. Когда его войско бежало мимо Харрана, на них напал гарнизон, в энтузиазме порубивший и некоторое число мусульман. Сукман и Джекермыш захватили лагерь франков, Сукман поймал Балдуина и Жослена I, пытавшихся вдоль реки добраться до Эдессы. Архиепископ Антиохии Бернард настолько испугался при бегстве, что отрезал своему коню хвост (чтобы за него не схватили и не поймали). Согласно Ибн аль-Асиру,  с Боэмундом и Танкредом спаслись только шесть рыцарей.

### Пленники
Воины Джекермыша были недовольны, что выкуп за обоих пленников получат Артукиды. В отсутствие в лагере Сукмана, преследовавшего бежавших крестоносцев, Джекермыш ворвался в шатер Сукмана и похитил Балдуина. Напрасно Сукман просил вернуть пленника после своего возвращения. Конфликт был предотвращен только благодаря усилиям Сукмана, сказавшего: «Пусть радость от этой победы не превратится в печаль из-за спора между нами». Балдуин был увезён в Мосул к Джекермишу, а Жослен — в Хисн-Кейфу к Сукману. Полученную добычу Сукман раздал своим воинам, а затем, переодев своих солдат в одежды крестоносцев, завладел некоторыми из замков в районе Шабахтан (Джейхан), в южной части Амида. Джекермыш занял Харран после ухода Сукмана и безуспешно пытался штурмовать Эдессу.

## Последствия и значение
Поражение франков при Харране имело большое значение. По словам Т. Эсбриджа, «это поражение изменило баланс сил; теперь народы Сирии осознали, что латиняне не являются непобедимыми». Победа тюрок при Харране остановила продвижение франков на восток и подняла моральный дух мусульман. Она спасла позиции мусульман на севере Сирии и сохранила возможность их связи с востоком, не позволив Антиохии и Эдессе использовать стратегическое положение Харрана.
Сражение было первым поражением крестоносцев и первой победой мусульман после начала крестовых походов.
Гийом Тирский писал:

Никогда во время правления латинян на Востоке, до или после этого события, мы не слышали о такой ужасной битве, как эта, которая привела к такой ужасной резне храбрых людей и столь позорному бегству народа нашей расы.

Ибн аль-Каланиси:

Это была большая и невиданная ранее победа мусульман, которые смогли напугать франков, уменьшить их численность и возможности к нападению, в то время как сердца мусульман воспылали храбростью и наполнились жаждой победы в войне за веру против еретиков. Народ бурно обсуждал эту радостную весть о победе над франками, верил в их уничтожение и в то, что удача отвернулась от них.

Потери Антиохии после битвы: зелёным обозначены города, отошедшие к Византии, красным — к эмиру Алеппо.

Среди непосредственных результатов битвы при Харране было регентство Танкреда в Эдессе. Боэмунд присоединил к своим владениям  земли  Жослена де Куртенэ. Два норманна получили личную выгоду от плена Жослена и Балдуина.
Джекермыш и Сукман от своей победы получили мало личной выгоды, если не считать двух ценных пленников
Выгоду от победы у Харрана получил не принимавший участия в битве Рыдван из Алеппо. Он почти без боя отвоевал у Антиохии крепости Аль-Фаа, Сармин, Мисрин, Артах, Лахмин, Кафартаб, Маарру и Аль-Бару. Стратопедарх Монастрас захватил Латакию, а также Адану и Мамистру, захваченные Боэмундом менее года назад. Так что положение Боэмунда стало критичным из-за давления со стороны Византии и Алеппо. Часть его войск погибла в Харране, он сам имел много долгов за свой выкуп из плена в 1103 году и был не в состоянии оплачивать наёмников. К концу лета 1104 года Антиохийское княжество почти было уничтожено. Хотя Антиохия к следующему году оправилась, византийский император Алексий I Комнин навязал Боэмунду Девольский договор.